# Monti Lessini Pinot nero
Il Monti Lessini Pinot nero è un vino DOC prodotto nelle provincie di Verona e Vicenza.